# Уганда на Светском првенству у атлетици у дворани 2012.
Уганда је учествовала на 14. Светском првенству у атлетици у дворани 2012. одржаном у Истанбулу од 9. до 11. марта дванаести пут. Репрезентацију Уганде представљала су двојица учесника, који су се такмичили у две дисциплине.
Такмичари Уганде нису освојили ниједну медаљу нити је постигнут неки рекорд.
У табели успешности према броју и пласману такмичара који су учествовали у финалним такмичењима (првих 8 такмичара) Уганда је са једним учесником у финалу делила 41 место са 2 бода.
| Плас. | Земља  | 1. место | 2. место | 3. место | 4. место | 5. место | 6. место | 7. место | 8. место | Бр. финал. | Бод. |
| ----- | ------ | -------- | -------- | -------- | -------- | -------- | -------- | -------- | -------- | ---------- | ---- |
| =41.  | Уганда | 0        | 0        | 0        | 0        | 0        | 0        | 1        | 0        | 1          | 2    |

## Учесници
Мушкарци:
- Џулијус Мутеканга — 800 м
- Мозис Кипсиро — 3.000 м

## Резултати

### Мушкарци
| Атлетичар             | Дисциплина | Лични рекорд | Квалификација | Квалификација | Полуфинале | Полуфинале | Финале               | Финале  | Детаљи |
| Атлетичар             | Дисциплина | Лични рекорд | Резултат      | Место         | Резултат   | Место      | Резултат             | Место   | Детаљи |
| --------------------- | ---------- | ------------ | ------------- | ------------- | ---------- | ---------- | -------------------- | ------- | ------ |
| Џулијус Мутеканга     | 800 м      | 1:48,00      | 1:49,81       | 3. у гр. 6 кв | 1:49,32    | 3. у гр. 6 | Није се квалификовао | 13 / 32 |        |
| Мозис Ндијема Кипсиро | 3.000 м    | 7:41,94 НР   | 7:49,71       | 3. у гр. 1 КВ |            |            | 7:44,59              | 7 / 21  |        |